# Test de Bowie Dick

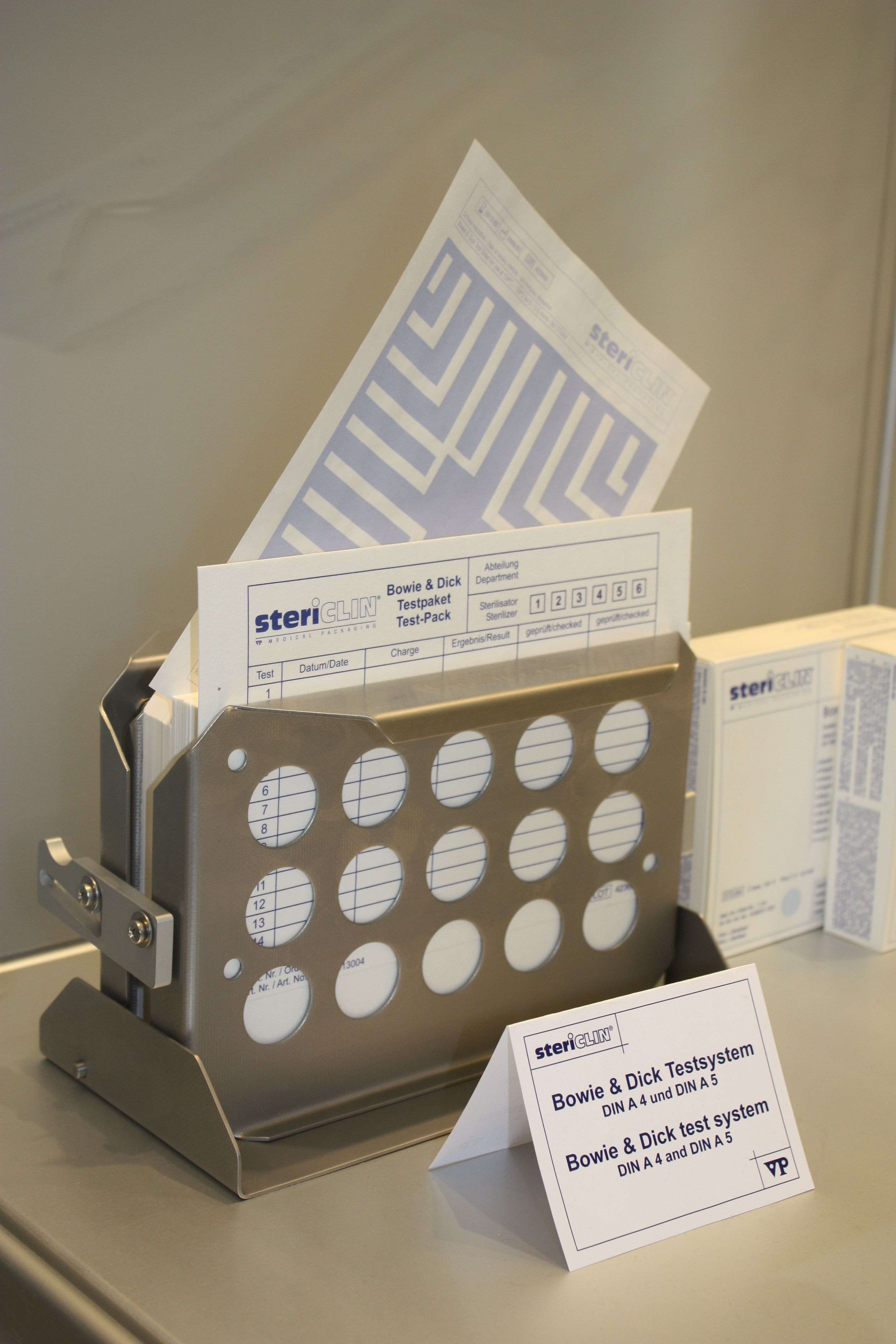
Feuille du test Bowie Dick

Le test de Bowie Dick est un test servant à contrôler le bon fonctionnement du pré-traitement d'un autoclave, inventé par le docteur John Bowie en 1955 et faisant toujours autorité. Ce test répond aujourd'hui à la norme NF EN ISO 11140-4 qui remplace la norme NF EN 867-4.

## Fonctionnement
Un paquet test contient un empilement de tissus et une feuille portant un dessin dans une encre sensible à l'absence d'air. Le paquet test est déposé dans un autoclave durant 3,5 minutes à 134 °C et un cycle de pré-traitement est lancé.
Si le pré-traitement fonctionne correctement, l'air est remplacé par de la vapeur pure dans l'enceinte de l'autoclave. À la fin du cycle, le paquet test est récupéré et ouvert. Si la feuille a changé de couleur, c'est une confirmation que le pré-traitement a été efficace. La vapeur a pris la place de l'air dans toutes les couches de tissus. Si l'encre de la feuille présente des traces bleues ou blanches, c'est le signe que de l'air était toujours présent dans la vapeur.

## Invention
Le docteur John Herbertson Bowie (Édimbourg (Écosse) 1er août 1909 - Ruwa (Zimbabwe) 15 avril 1984) est un bactériologiste spécialisé dans la stérilisation par autoclave. Entre 1949 et 1955, il rédige une thèse portant sur les causes infectieuses et la stérilisation vapeur en hôpital au Royaume-Uni, et conclut que 90 % des équipements ne sont pas fonctionnels. Les causes sont une mauvaise construction, une mauvaise installation ou une mauvaise manipulation. Par exemple des portes non étanches[source insuffisante].
Aidé d'une équipe de trois personnes, dont James Dick, il travaille à la conception de meilleures méthodes de stérilisation pour les autoclaves, dont un autoclave à grande dépression, et un test de contrôle de la pénétration de vapeur baptisé le test Bowie Dick.

## Test similaire
Le test Helix contrôle la bonne pénétration de la vapeur dans un corps creux, en forme d'escargot. La bande d'encre sensible à l'absence d'air est enfoncée dans le corps du serpentin, puis dans un autoclave durant 3,5 minutes à 134 °C et un cycle de pré-traitement est lancé. Si le pré-traitement fonctionne correctement, l'air est remplacé par de la vapeur pure dans l'enceinte de l'autoclave. À la fin du cycle, la bande est récupérée et elle doit avoir changé de couleur sur toute la longueur de la bande d'encre. Si c'est le cas, elle était bien sans contact avec l'air, c'est une confirmation que le pré-traitement a été efficace.